# Sergej Koroljov
Sergej Pavlovitj Koroljov (ryska: Серге́й Па́влович Королёв; ukrainska: Сергі́й Па́влович Корольо́в, Serhij Pavlovytj Korolov), född 12 januari 1907 (30 december 1906 enligt g.s.) i Zjitomir, död 14 januari 1966 i Moskva, var en sovjetisk raketkonstruktör och rymdpionjär.
Sergej Koroljov var hjärnan bakom Sovjetunionens rymdprogram och hans största framgångar var raketen R-7 Semjorka, satelliten Sputnik och Jurij Gagarins rymdfärd.
Även om Koroljov var utbildad till flygplanskonstruktör låg hans främsta styrkor i att integrera konstruktion, organisation och strategisk planering. Koroljov föll offer för Stalins stora utrensning 1938 och förlorade sex år av sitt liv i fångenskap. Han fick bland annat under några månader sitta i ett Gulag-läger i Sibirien. Efter hans frisläppande blev han raketkonstruktör och nyckelfiguren i utvecklingen av Sovjetunionens raketprogram. Efter de tidiga framgångarna med Sputnik och Vostok blev så småningom Koroljov chef för Sovjetunionens rymdprogram.
Sergej Koroljovs oväntade död 1966 skedde vid en tidpunkt då rymdkapplöpningen mellan Sovjetunionen och USA stod och vägde. Efter hans död tappade det sovjetiska rymdprogrammet i styrka och förlorade sedan kapplöpningen mot månen. Sergej Koroljov var länge okänd i väst då han och rymdprogrammet, som en del av de militära styrkorna, behandlades som en statshemlighet av Sovjetunionen.

## Biografi

### Uppväxt
Koroljov föddes i Zjitomir, en liten stad i nuvarande Ukraina, som var då en del av Ryska imperiet. Hans föräldrar, Maria Nikolajevna Moskalenko och Pavel Jakovlevitj Koroljov, hade ingått ett arrangerat äktenskap som inte var lyckligt. Tre år efter hans födelse separerade föräldrarna på grund av ekonomiska problem. Koroljov fick veta av modern att fadern avlidit vid tidpunkten och först senare fick han veta att fadern levt ända fram till 1929. Far och son träffades aldrig efter att familjen splittrats trots att fadern skrev till Koroljovs mor och ville träffa sonen. Koroljov växte upp hos morföräldrarna i Nizjyn i norra Ukraina. Hans mor hade velat få en högre utbildning och var ofta borta på kurser i Kiev. Han växte upp som ett ensamt barn med få vänner men i skolan visade han sig vara en duktig elev, framförallt i matematik. 1916 gifte sig modern med elektronikingenjören Grigorij Michailovitj Balanin och han hade ett gott inflytande på Koroljov. Familjen flyttade till Odessa 1917 då Balanin fick jobb vid järnvägen. 1918 var ett turbulent år i Rysslands historia med första världskrigets slut; den ryska revolutionens fortsättning och inbördeskrig innan bolsjevikerna till sist tog full kontroll 1920. Under denna tid stängde de lokala skolorna och den unge Koroljov fick studera hemma. Det var hårda tider och 1919 drabbades Koroljov av tyfus.

### Utbildning
Koroljov fortsatte sin utbildning vid Odessas Byggnadsyrkesskola (Strojprofsjkola No. 1) där han utbildades i snickeri och olika akademiska ämnen. Koroljovs främsta intresse var dock flyg, kanske på grund av den flygshow han sett 1913. Han skrev en studie om flygteori och arbetade också i en lokal glidflygarklubb. Då en grupp av militärplan var stationerade i Odessa, fick Koroljov möjlighet att noggrant studera deras flygningar.
1923 blev Koroljov medlem av Ukrainas och Krims luft- och flygnavigationsförening (OAVUK). Även denna lilla grupp var en organisation inom kommunistpartiet och som medlem genomgick Koroljov indoktrinering. När han gick med i Odessas sjöflygplansskvadron fick han sin första flyglektion och han fick också många möjligheter att flyga med som passagerare. 1924 hade han konstruerat ett segelflygplan kallad K-5 som OAVUK godkände som konstruktionsprojekt. Vid samma tid tränade han för att bli gymnast men hans akademiska arbete blev lidande av de andra intressena. 1924 började han på Kievs polytekniska instituts flyginriktning. I Kiev bodde han med sin morbror Jurij och tjänade pengar genom  tillfälliga arbeten. Hans utbildning var tekniskt orienterade och hade olika klasser i ingenjörskunskap, fysik och matematik. 1925 blev han intagen på en begränsad klass för segelflygplan. Han tilläts flyga träningsplanet som han arbetade med men det slutade med två brutna revben. Han fortsatte med sina kurser och avslutade sitt andra år 1926. I juli samma år blev han intagen på Moskvas högre tekniska skola.
Fram till 1929 studerade Koroljov specialämnen rörande flyg vid skolan. Han levde med sin familj som flyttat till Moskva under trångbodda men för tiden typiska förhållanden. Koroljov fick nu bättre möjligheter att vid sidan av studierna flyga segelflygplan och motorflygplan. Han tog till sig av upplevelserna och 1928 konstruerade han ett nytt segelflygplan som han tävlade med året efter. 1929 deklarerade kommunistpartiet att ingenjörsutbildningen skulle skyndas på för att möta landets stora behov av tekniska kunskaper. Koroljov kunde ta sin examen efter att skapat en praktisk flygplansdesign och efter att han fått konstruktionen färdig och godkänd under slutet av 1929. Hans rådgivare var ingen mindre än Andrej Tupolev.

### Tidig karriär

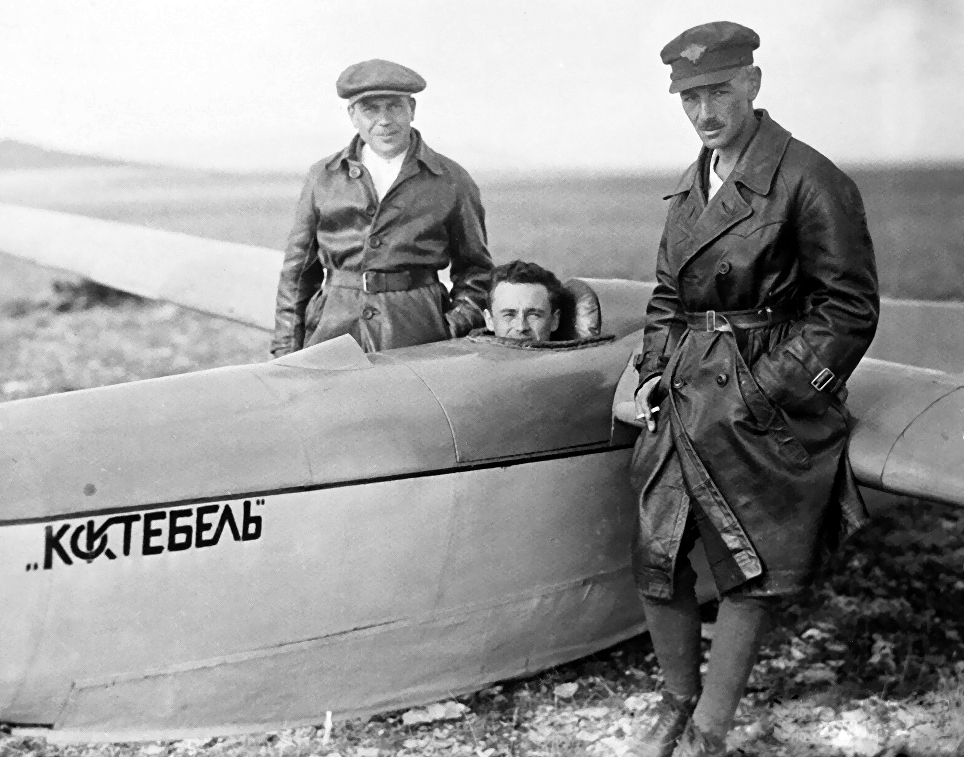
Koroljov i cockpit

Efter sin examen började Koroljov arbeta vid ett flygkonstruktionskontor som leddes av fransmannen Paul Richard och som hade ett antal av Rysslands bästa konstruktörer. Koroljov utmärkte sig inte i denna grupp men trots ett digert arbete arbetade han också på fritiden på ett par egna konstruktionsprojekt. Ett av dessa var en segelflygplanskonstruktion som kunde utföra flygkonster. 1930 utnämndes Koroljov till ledare för konstruktionen av Tupolevs bombflygplan TB-3. 1930 fick så Koroljov äntligen sin pilotlicens. 1931 gifte han sig med Xenia Vincentini. Det var under detta år som Koroljovs intresse för bränsledrivna raketmotorer väcktes. Då hans intresse först och främst rörde flyg såg han potentialen i att använda dessa motorer istället för propellermotorer i flygplan. 1931 var han med och skapande Forskningsgruppen för jetframdrivning (GIRD) tillsammans med Friedrich Zander, en rymdfärdsentusiast. GIRD var en av de tidigaste centra för raketutveckling med statligt stöd i Sovjetunionen. I maj 1932 utnämndes Koroljov till chef för gruppen. Under de följande åren utvecklade GIRD tre olika jetdrivna system, den ena mer framgångsrik än den andra. 1932 blev den sovjetiska militären intresserad av vad gruppen gjorde och började stödja den. 1933 inträffade gruppens första start av en bränsledriven raket som kallades GIRD-09. Detta var bara sju år efter Robert Goddards första uppskjutning 1926 som rönte liten uppmärksamhet. 1934 publicerade Koroljov arbetet "Raketflygningar i Stratosfären".
Det militära intresset växte för den nya teknologin och regeringen beslöt 1933 att slå samman GIRD med Gasdynamiska Laboratoriet (GDL) i Leningrad varpå Institutet för jetframdrivning (RNII) skapades. Koroljov fick nu sällskap av den militära ingenjören Ivan Kleimenov men samtidigt hade den nya gruppen fått ett antal rymdfärdsentusiaster, bland dem Valentin Glusjko. Koroljov blev ställföreträdande chef för institutet. Han ledde utvecklingen av kryssningsmissiler och av ett bemannat raketdrivet glidflygplan. 1935 föddes Koroljovs dotter Natasja. 1936 kunde Koroljovs familj flytta från hans föräldrahem till en egen lägenhet. Både Koroljov och hans fru hade karriärer och Koroljov ägnade långa arbetsdagar på konstruktionskontoret där han avancerat till chefsingenjör. RNII fortsatte utvecklandet av raketer och man fokuserade på stabilitet och kontroll. Man utvecklade automatiska gyroskopiska stabiliseringssystem som gav förutsättningar för en stabil flygning längs en bestämd bana. Koroljov var en karismatisk ledare som framförallt verkade som projektledare på ingenjörssidan. Han var en krävande och hårt arbetande man med en disciplinerad ledarstil. Koroljov följde noggrant och personligen alla olika steg i programmet.

### Gulag
22 juni 1938 under den stora utrensningen gick NKVD in i Koroljovs lägenhet och förde iväg honom. Han anklagades för subversiv verksamhet på grund av sin vilja att hellre arbeta med bränsledrivet raketflyg än med rena raketer. Han ska ha lagt för stora summor pengar på ett projekt som RNII inte ansåg ha högsta prioritet. Koroljov gavs ingen rättegång och han misshandlades för att få fram ett "erkännande". Han dömdes till 10 års fängelse. Koroljov fick senare veta att han blivit angiven av Valentin Glusjko. Detta skapade en livslång fiendskap mellan de två och Koroljovs ständiga misstanke gentemot andra chefsingenjörer. Efter månader av resa och umbäranden anlände han slutligen till ett Gulag-fångläger i det ökända Kolymaområdet i Sibirien. Förhållandena i lägret var brutala med hård behandling, dålig mat och brist på kläder och skydd för det hårda klimatet. Lägret där Koroljov vistades ska ha haft tiotusentals dödsoffer årligen eller 30% av lägerfångarna. Andra medlemmar av RNII hade också arresterats och den militära ledaren avrättades. Varje person av betydelse på institutet avrättades under 1937-1938, Koroljov hade tur som överhuvudtaget överlevde. Raketprogrammet tappade flera år av utveckling och föll tillbaka i den snabba utvecklingen som skedde i Tyskland under ledning av Wernher von Braun. Stalins utrensningar under den här perioden lamslog militären och försvagade armén kraftigt inför Nazitysklands invasion 1941.
Koroljov överlevde Gulag men förlorade alla sina tänder, bröt käken och fick hjärtproblem. Han var i lägret under fem månader och fick utföra kroppsarbete. I Moskva hade man börjat en ny utredning och beslöt att Koroljov skulle få komma tillbaka. På tåget tillbaka drabbades Koroljov av skörbjugg vilket nästan kostade honom livet. Den nya utredningen reducerade Koroljovs dom till åtta år. Tack vare inflytelserika personers påverkan behövde Koroljov inte åka tillbaka till gulag. Istället skickades han till en sjarasjka, en typ av fängelse för intellektuella och utbildade. I lägret fick forskare och ingenjörer arbeta med projekt bestämda av kommunistpartiets ledning. Koroljov fick arbeta hos sin gamla mentor Andrej Tupolev som ledde NKVD:s Centrala designbyrån 29. Lägret konstruerade både bombaren Tupolev Tu-2 och attackplanet Iljusjin Il-2. Gruppen förflyttades flera gånger under kriget, första gången för att undgå framryckande tyska trupper. 1942 lyckades Koroljov bli förflyttad till en annan sjarasjka som leddes av Valentin Glusjko. Koroljov blev kvar i sjarasjkan och isolerad från sin familj fram till 1944. Han levde under ständig rädsla för att bli skjuten på grund av sin insyn i militära hemligheter och han var påverkad av sin tid i gulag och blev reserverad och tillbakahållen. 27 juni 1944 blev Koroljov (tillsammans med Tupolev, Glusjko och andra) äntligen frisläppt enligt ett dekret från regeringen samtidigt som hans tidigare domar upphävdes. Konstruktionskontoret flyttades från NKVD till regeringens kommission för flygindustri. Trots detta arbetade Koroljov på kontoret ytterligare ett år och var ställföreträdande konstruktör under Glusjko och studerade olika raketkonstruktioner.

### Ballistiska robotar

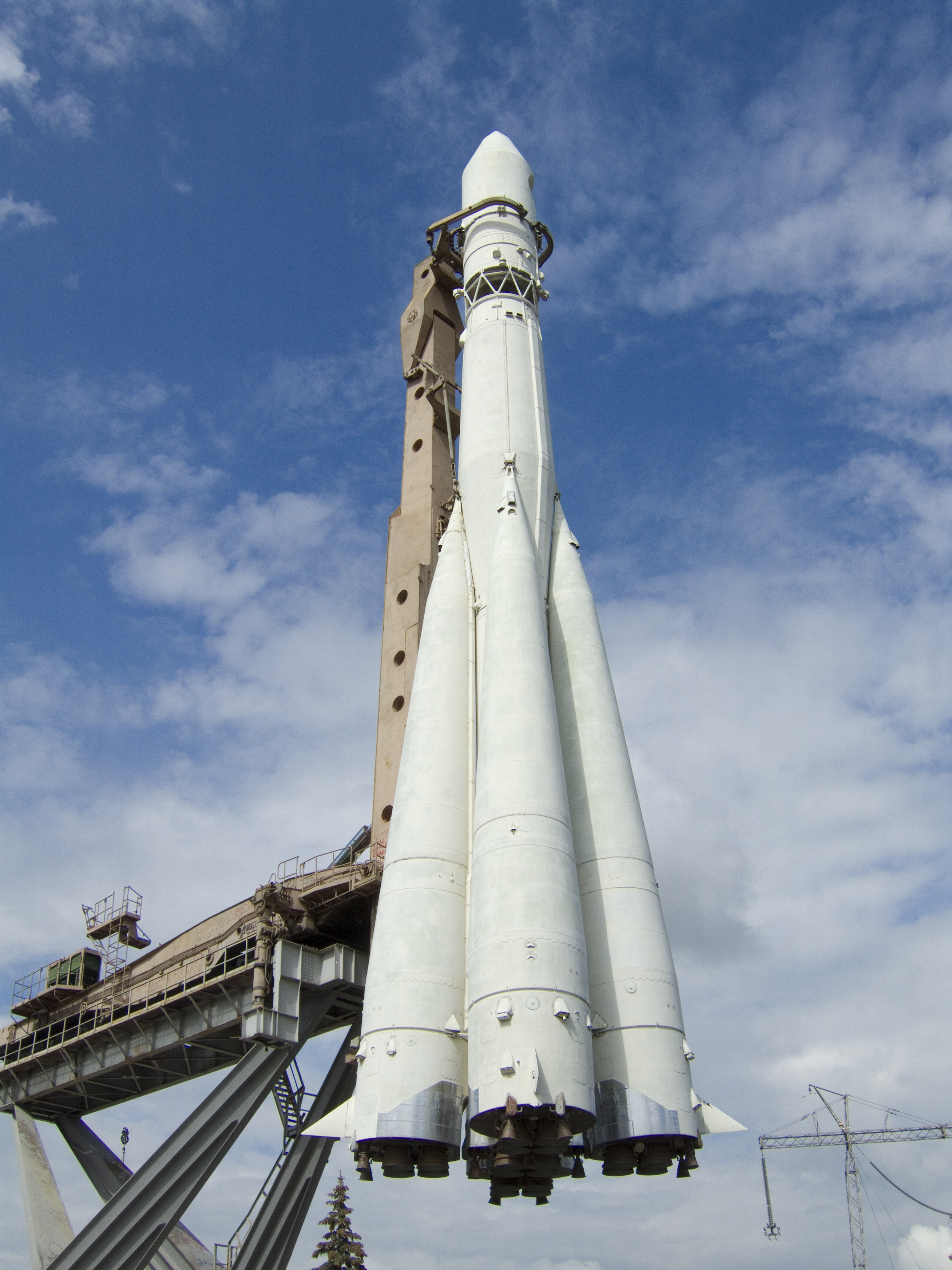
Den första verkligt interkontinentala ballistiska roboten R-7 även känd som Semjorka.

1945 tog Koroljov emot sin första utmärkelse för sitt arbete med utvecklingen av raketmotorer för det militära flyget. Samma år utnämndes han av röda armén till överste. Tillsammans med andra raketexperter flögs han till Tyskland för att samla information om den tyska V-2-raketen. Sovjetunionen prioriterade nyproduktion av förlorad dokumentation av V-2, studerade olika delar och tog hand om utrustningen. Till sin hjälp hade Koroljov Wernher von Brauns assistent Helmut Gröttrup. 1946 beslöt man att föra ca 150 tyska ingenjörer och tekniker till Sovjetunionen, en kidnappning helt enkelt även om de blev relativt väl omhändertagna.
Stalin hade beslutat att göra utvecklingen av missiler till en nationell angelägenhet och de tyska förvärven placerade i ett nytt institut, NII-88. Utvecklingen av ballistiska robotar sattes under Dmitrij Ustinovs militära ledning och med Koroljov som chefskonstruktör för långdistansrobotar. Koroljov visade sina organisatoriska färdigheter då han lyckades hålla den dåligt fungerade organisationen gående. Tyskarna på anläggningen hölls i ett fängelseliknande arbetsutrymme med taggtråd och vakter. Gruppen började tillverka en kopia av V-2-raketen med hjälp av de återskapade dokumenten och isärplockade V-2-raketer. Kopian var tänkt för raketen R-1 och testades första gången i oktober 1947. Totalt avfyrade man elva stycken varav fem nådde målet. Detta kunde jämföras med de resultat man uppnått i Tyskland och visade raketens brist på tillförlitlighet. Man fortsatte att använda sig av tyskarnas expertis på raketkonstruktioner fram till omkring 1950 då de första fick återvända hem. Den sista gruppen återvände till Tyskland 1953.
NII-88-gruppen under Koroljov började under 1947 att arbeta med mer avancerade konstruktioner med förbättringar gällande räckvidd och kastvikt. Raketen R-2 fördubblade räckvidden som funnits på V-2 och var den första konstruktionen att använda ett separat spränghuvud. Efterföljaren R-3 hade en räckvidd på 3 000 kilometer. Men Glusjko kunde inte utveckla tillräckliga motorer och projektet lades ner 1952. Samma år började utvecklingen av R-5 som hade en mer modest räckvidd på 1 200 km, en första lyckad flygtur skedde 1953. Den första verkligt interkontinentala ballistiska roboten blev R-7, kallad Semjorka. R-7 var en tvåstegsraket som kunde lasta 5,4 ton vilket var tillräckligt för att föra Sovjetunionens atombomb på en distans av 7 000 km. Efter flera misslyckanden skedde en lyckad uppskjutning i augusti 1957 som skickade en testlast till Kamtjatkahalvön. 1952 blev Koroljov medlem i kommunistpartiet vilket var en nödvändighet för att finansiera framtida projekt. Det skulle dröja till 19 april 1957 innan staten fullt rehabiliterade Koroljov och fastslog att hans dom varit orättvis.

### Sovjetunionens rymdprogram
Trots Sovjetunionens framsteg inom ballistiska robotar var Koroljov hängiven idén om raketer för rymdfärder. 1953 föreslogs användandet av R-7 för att skjuta upp en satellit i omloppsbana. Han förde fram sina idéer i den sovjetiska vetenskapsakademien, där han bland annat hade ett koncept om att föra en hund ut i rymden. Han var också tvungen att övervinna motstånd från militären och bland partimedlemmar. 1957 under det internationella geofysiska året började idéer om att skjuta upp en satellit cirkulera i den amerikanska pressen. Den amerikanske regeringen var inte speciellt förtjust i att spendera miljoner på projektet och under en period frystes det. Koroljov och hans grupp följde utvecklingen i väst och såg möjligheten att slå USA. Koroljov kunde slutligen vinna stöd genom att peka på hur Sovjetunionen kunde slå USA och bli det första landet i världen att skjuta upp en satellit. Själva utvecklingen av Sputnik tog mindre än en månad och Koroljov byggde personligen ihop den enkla Sputnik. 4 oktober 1957 sköts Sputnik upp i omloppsbana.
Uppskjutningen var en världssensation och gav förutsättningar för framtiden. Nikita Chrustjov var nöjd med framgången och beslutade att följa upp med en ny bedrift inför 40-årsjubileet av Oktoberrevolutionen. Detta var mindre än en månad efter och resultatet blev Sputnik 2. Sputnik 2 vägde sex gånger mer än sin föregångare och bar även med hunden Lajka. Uppskjutningen 3 november 1957 blev en framgång men det fanns ingen mekanism för att föra tillbaka Lajka som dog av värmeslag. Raden av framgångar fick sitt slut med Sputnik 3 som skickades upp 15 maj 1958. Bandspelaren som skulle spara data fungerade inte efter start. Sputnik 3 visade dock på Sovjetunionens kapacitet rörande raketer.
Koroljov riktade nu in sig på att nå månen. Nya framgångar kom med Luna 2 och Luna 3. Luna 3 var den första rymdfarkosten att fotografera månens baksida. Koroljovs grupp arbetade också med ambitiösa program för rymdfärder till Mars och Venus; att föra ut en människa i omloppsbanan; uppskjutning av kommunikations-, spion- och vädersatelliter. Ett radiokommunikationscenter byggdes i Krim för att kontrollera rymdfarkosterna. Koroljov hade redan börjat planera för en bemannad rymdfärd 1958. Den 15 maj 1960 åkte en obemannad prototyp 64 varv runt jorden men misslyckades att återvända. Fyra tester följde med hundar varav de två sista var framgångsrika. Efter att ha fått tillstånd användes en modifierad R-7-raket för att skjuta upp Jurij Gagarin i omloppsbana den 12 april 1961. Detta följdes upp av ytterligare Vostok-färder med Valentina Teresjkova som blev den första kvinnan i rymden. 18 mars 1965 följde en ny milstolpe med Voschod 2 då Alexej Leonov utförde världens första rymdpromenad. För att nå månen före USA i Rymdkapplöpningen konstruerade Koroljovs grupp den väldiga N1-raketen. Koroljov arbetade också med konstruktionen av den bemannade Sojuz och andra projekt. Men 1966 dog Koroljov plötsligt.

### Koroljovs bortgång
3 december 1960 fick Koroljov sin första hjärtattack. Under hans konvalescens upptäcktes att han led av njurproblem, en följd av hans tid i sovjetiskt fångläger. Han varnades av läkarna att han inte skulle leva länge till om han fortsatte att arbeta så intensivt. Men Koroljov resonerade som så, att skulle Sovjetunionen tappa initiativet i rymdkapplöpningen, så skulle Nikita Chrustjov stoppa stödet till rymdprogrammet - han kom därför att arbeta mer än tidigare.
Koroljovs hälsotillstånd blev allt sämre och han tvingades till sjukhusvistelser. Det pressade schemat för rymdprogrammet tärde också på Koroljov, som drabbades av utmattning och han fick också problem med hörseln, vilket kan ha haft sin orsak i oljuden från raketmotortester. Omständigheter kring Koroljovs död är något oklara. Han togs in för operation 5 januari 1966 och nio dagar senare dog han efter vad man antar var en dåligt utförd operation. Det sovjetiska styret gick ut med att Koroljov drabbats en av stor cancertumör men Glusjko berättade senare att han dött av en dåligt utförd operation och hans dåliga hjärta hade slutat fungera.
En policy som inletts av Stalin och fortsatts av hans efterträdare gjorde att Koroljovs identitet förblev en statshemlighet fram till hans död. Orsaken ska ha varit att "skydda" honom från amerikanska agenter. Den sovjetiska allmänheten visste därför inte om hans framgångar. Hans dödsannons publicerades i Pravda som visade en bild av Koroljov med alla hans medaljer. Koroljov fick en statsbegravning och ligger begravd i Kremlmuren.
Koroljov jämförs ofta med Wernher von Braun som den ledande konstruktören i Rymdkapplöpningen. Koroljov tvingades, till skillnad från von Braun att hela tiden tävla mot rivaler som Vladimir Tjelomei som hade egna idéer om hur man skulle ta sig till månen. Koroljov fick också arbeta med mindre avancerad teknologi jämfört med den som fanns tillgänglig i USA. Koroljovs efterträdare i rymdprogrammet blev Vasilij Misjin som varit Koroljovs ställföreträdare och högra hand.

## Priser och utmärkelser
Koroljov fick två gånger motta utmärkelsen Socialistiska arbetets hjälte (1956, 1961). Han mottog Leninpriset 1957 och fick Leninorden tre gånger. 1958 valdes han in i den sovjetiska vetenskapsakademin. En gata i Moskva fick hans namn 1966 och kallas idag Ulitsa Akademika Koroljova. I huset där Koroljov levde 1959–1966 inrättades 1975 ett museum över Koroljov. År 1976 valdes han in i International Space Hall of Fame och 1986 gavs ett frimärke till hans ära ut i Sovjetunionen.
Staden Kaliningrad (tidigare Podlipki) är säte för S.P. Korolev Rocket and Space Corporation Energia, det största rymdföretaget i Ryssland. 1996 döpte Boris Jeltsin om staden till Koroljov och idag finns en staty över Koroljov på stadens torg.
Nedslagskratrarna Korolev på månen och Korolev på planeten på Mars bär hans namn, samt en asteroiden 1855 Koroljov